# Saint-Genix-les-Villages
Saint-Genix-les-Villages ist eine französische Gemeinde mit 3.028 Einwohnern (Stand: 1. Januar 2022) im Département Savoie in der Region Auvergne-Rhône-Alpes. Sie gehört zum Arrondissement Chambéry und zum Kanton Bugey savoyard.
Sie entstand als Commune nouvelle mit Wirkung vom 1. Januar 2019 durch die Zusammenlegung der bisherigen Gemeinden Gresin, Saint-Genix-sur-Guiers und Saint-Maurice-de-Rotherens, die in der neuen Gemeinde den Status einer Commune déléguée haben. Der Verwaltungssitz befindet sich im Ort Saint-Genix-sur-Guiers.

## Gliederung
| Ortsteil                                 | ehemaliger INSEE-Code | Fläche (km²) | Einwohnerzahl zum 1. Januar 2022 |
| ---------------------------------------- | --------------------- | ------------ | -------------------------------- |
| Saint-Genix-sur-Guiers (Verwaltungssitz) | 73236                 | 12,27        | 2.427                            |
| Gresin                                   | 73127                 | 05,01        | .0376                            |
| Saint-Maurice-de-Rotherens               | 73260                 | 08,17        | .0225                            |

## Lage
Saint-Genix-les-Villages ist die westlichste Gemeinde im Département Savoie.
Nachbargemeinden sind Brégnier-Cordon im Nordwesten, Champagneux im Norden, Loisieux und Saint-Pierre-d’Alvey im Nordosten, Gerbaix und Sainte-Marie-d’Alvey im Osten, Rochefort im Südosten, Belmont-Tramonet und Avressieux im Süden, Romagnieu im Südwesten und Aoste im Westen.